# Tetragoniceps pacificus
Tetragoniceps pacificus är en kräftdjursart som beskrevs av Burgess 1998. Tetragoniceps pacificus ingår i släktet Tetragoniceps och familjen Tetragonicipitidae. Inga underarter finns listade i Catalogue of Life.